# 北之島
北之島（きたのしま）は東京都小笠原村にある島。北ノ島とも表記される。

## 概要
北之島は小笠原群島の聟島列島の北端にある無人島である。聟島の北西約5kmに位置する。
ユネスコの世界遺産（自然遺産）に登録されている小笠原諸島の構成資産。
- 北ノ島と周辺の岩礁等（英語: Kitanoshima and peripheral reefs）、世界遺産登録ID 1362-001[1]